# شهرستان نانژاو
شهرستان نانژاو (به لاتین: Nanzhao County) یک منطقهٔ مسکونی در چین است که در نانیانگ واقع شده‌است. شهرستان نانژاو ۲٬۹۴۶ کیلومتر مربع مساحت و ۶۰۰٬۰۰۰ نفر جمعیت دارد.